# 马里奥·戴维
马里奥·戴维（義大利語：Mario David，1934年3月13日—2005年7月26日），意大利男子足球运动员，场上位置是后卫。他曾代表意大利国家队参加1962年国际足联世界杯，结果获得第九名。